# Grand Forks
Pour les articles homonymes, voir Grand Forks (homonymie).
La ville de Grand Forks est le siège du comté de Grand Forks, dans l’État du Dakota du Nord, aux États-Unis. C'est en 2014 la troisième plus grande ville et agglomération du Dakota du Nord, avec 56 057 habitants pour la ville et 101 842 habitants pour l'agglomération en comptant la ville jumelle de East Grand Forks dans le Minnesota.

## Géographie
La ville est située dans le nord-est de l’État, sur la rivière Rouge du Nord. La superficie de la ville est de 49,9 km2. Située sur à la confluence de la rivière Rouge du Nord et de Red Lake River, dans une région plate connue sous le nom de vallée de la rivière Rouge, la ville est sujette aux inondations. Celle de 1997 a été dévastatrice, ce qui a nécessité l’évacuation de la totalité d’East Grand Forks et de 75 % de Grand Forks.
Le maire de la ville est Michael Brown.

## Histoire
Dans les années 1740, des trappeurs de fourrures français établissent un important poste de traite sur les rives de la Rivière rouge nommé Grand Forks, du français Grandes Fourches. Les États-Unis ont acquis le territoire de la Terre de Rupert britannique avec le traité de 1818, mais les tribus amérindiennes ont dominé la région jusqu’à la fin du XIXe siècle. La ville a été  fondée le 15 juin 1870 et incorporée en tant que city le 22 février 1881.
Des milliers de colons ont été attirés par le territoire du Dakota dans les années 1870 et 1880 pour acquérir ses terres bon marché, et la population a commencé à augmenter. Beaucoup ont établi de petites fermes familiales, mais certains investisseurs ont acheté des milliers d’acres pour créer des fermes bonanza, où ils ont supervisé la culture et la récolte du blé comme culture de base. La ville s’est rapidement développée après l’arrivée du Great Northern Railway en 1880 et du Northern Pacific Railway en 1887.
En 1954, Grand Forks a été choisi comme site pour une base de l’armée de l’air. La base militaire et l’Université du Dakota du Nord sont devenues partie intégrante de l’économie de la ville. Avec la construction des routes fédérales, au cours des années d’après-guerre, le développement résidentiel et commercial est devenu suburbain, s’étendant à de nouvelles zones à mesure que des terres étaient disponibles. L’Interstate 29 a été construite du côté ouest de la ville.

## Démographie
En 2000, les 49 321 habitants de Grand Forks étaient répartis en 11 058 familles.
Composition de la population :
- blanche : 93,35 %
- afro-américaine : 0,86 %
- amérindienne : 2,75 %
- asiatique : 0,96 %
- originaire des îles du Pacifique : 0,06 %
- autres : 0,58 %
- métis : 1,44 %
- hispanique : 1,87 %

36,4 % de la population a des ancêtres norvégiens ; 34,7 % a des ancêtres allemands ; 10,6 % a des ancêtres irlandais ; 6,5 % a des ancêtres français ; 6,2 % a des ancêtres polonais ; 6,1 % a des ancêtres anglais.
| 1880  | 1890  | 1900  | 1910   | 1920   | 1930   |
| ----- | ----- | ----- | ------ | ------ | ------ |
| 1 705 | 4 979 | 7 682 | 12 478 | 14 010 | 17 112 |

| 1940   | 1950   | 1960   | 1970   | 1980   | 1990   |
| ------ | ------ | ------ | ------ | ------ | ------ |
| 20 228 | 26 836 | 34 451 | 39 008 | 43 765 | 49 425 |

| 2000   | 2010   | - | - | - | - |
| ------ | ------ | - | - | - | - |
| 49 321 | 52 838 | - | - | - | - |

## Transport
Grand Forks est desservie par l’aéroport international de Grand Forks et la base aérienne de Grand Forks.

## Éducation
L'université du Dakota du Nord, la plus ancienne institution d’enseignement supérieur de l’État, est située à Grand Forks.

## Jumelages

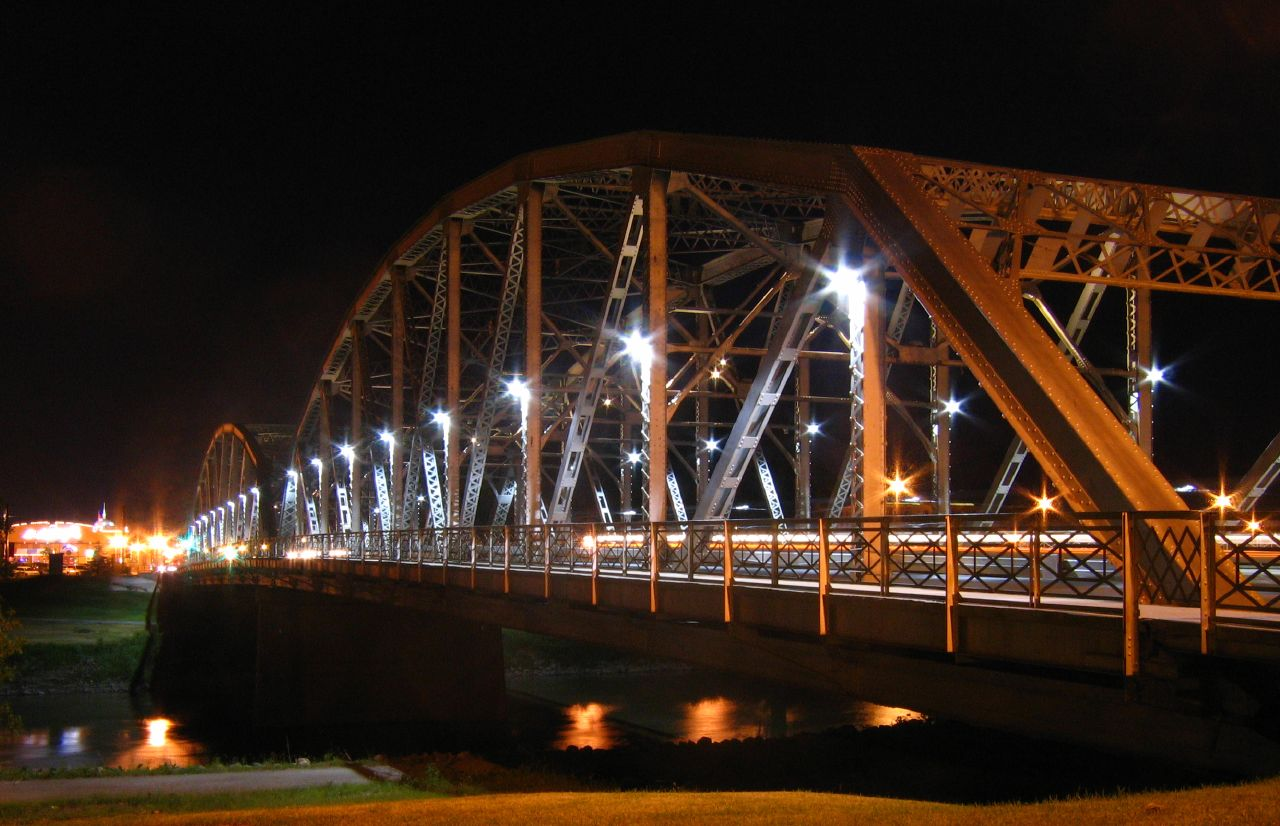
The Sorlie Bridge (DeMers Avenue) enjambe Red River et relie Grand Forks et East Grand Forks

- Dickinson, Dakota du Nord, États-Unis
- Sarpsborg, Norvège
- Awano, Japon (jumelage terminé)
- Ishim, Russie (jumelage inactif)

## Liste des maires de Grand Forks
| Mandat           | Maire             |
| ---------------- | ----------------- |
| 1881-1882        | Col. W.H. Brown   |
| 1882-1884        | M.L. McCormack    |
| 1885             | J.S. Eshelman     |
| 1886-1887        | D.M. Holmes       |
| 1888-1889        | Alexander Griggs  |
| 1889-1893        | H.L. Whithed      |
| 1894-1896        | W.J. Anderson     |
| 1896-1904        | John Dinnie       |
| 1904-1908        | George Duis       |
| 1908-1910        | Dr. John Taylor   |
| 1910-1914        | M.F. Murray       |
| 1914-1918        | Jasper Dinnie     |
| 1918-1920        | Dr. Henry Wheeler |
| 1920-1926        | Henry O'Keefe Jr. |
| 1926-1934        | John Hulteng      |
| 1934-1940        | E.A. Fladland     |
| 1940-1944        | T.H.H. Thoreson   |
| 1944-1952        | Harold Boe        |
| 1952-1960        | Oscar Lunseth     |
| 1960-1964        | Nelson Youngs     |
| 1964-1972        | Hugo Magnuson     |
| 1972-1980        | C.P. O'Neill      |
| 1980-1988        | H.C. Bud Wessman  |
| 1988-1996        | Michael Polovitz  |
| 1996-2000        | Patricia Owens    |
| 2000-aujourd’hui | Michael Brown     |

### Source
- (en) Cet article est partiellement ou en totalité issu de l’article de Wikipédia en anglais intitulé « Grand Forks, North Dakota » (voir la liste des auteurs).